# Idioma korana
Korana, o ǃora, es una lengua joisana en la actualidad casi moribunda de Sudáfrica en el desierto del Kalahari. La tribu korana, también llamada Griqua, está compuesta por unas 10 000 personas en Sudáfrica y entre este país y la vecina Botsuana, es posible que sólo contara con media docena de hablantes en 2008.
ǃOra está relacionada con la lengua nama, y el sistema de sonido es bastante similar. Aunque, ǃOra tiene un sonido fricativo velar [kxʼ] que no se encuentra en la Nama. Además casi la mitad de las palabras léxicas en !Ora, comienzan con un clik consonántico frente a una cuarta parte en la lengua nama.
!Ora está principalmente testimoniada en un cuaderno compuesto por Carl Meinhof en torno a 1879 que contiene cinco historias breves; algún trabajo adicional se encuentra en la obra de Ponelis (1975). Desde 2009, el proyecto EuroBABEL busca posibles hablantes.